# Президент Франції

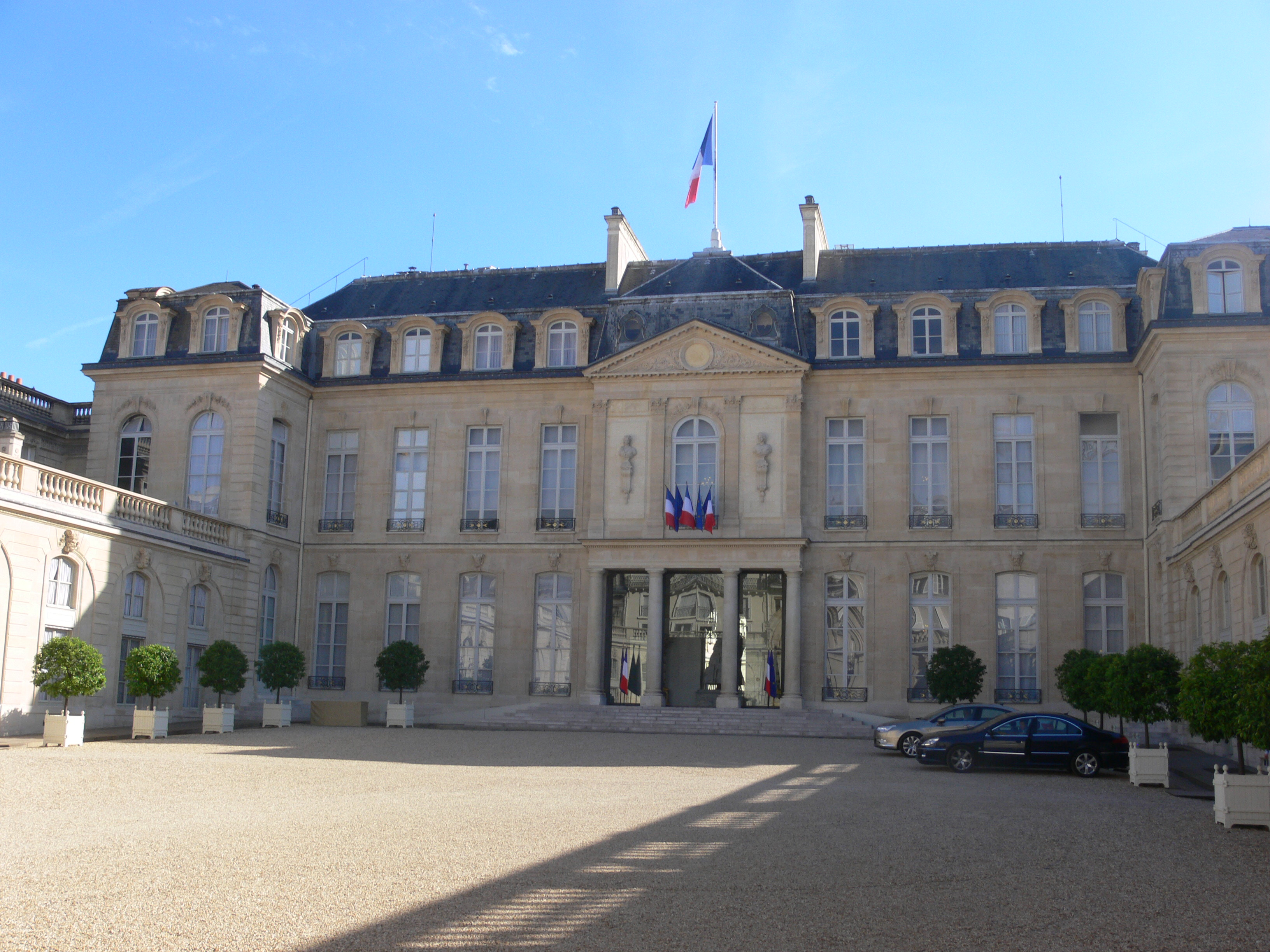
Єлисейський палац — офіційна резиденція Президента Франції.

Президент Французької Республіки (фр. Président de la Répubique Française; часто скорочується як президент республіки, щоб не плутати з головами (présidents) палат, ради міністрів та інших органів влади) — голова держави Франція, що обирається населенням країни прямим голосуванням.

## Загальні відомості
Чотири французькі республіки з п'яти мали президента як главу держави. У кожній редакції французької конституції повноваження президента, його функції та обов'язки, а також взаємовідносини з французьким урядом розрізнялися.
З 1965 року вибори президента республіки є прямими і всенародними (закон змінений у 1962).
До 2002 року (закон змінений у 2000) термін президентських повноважень становив 7 років (фр. septennat), потім — 5 років (фр. quinquennat).
У травні 2008 року за пропозицією глави держави комісія з реформування інститутів влади включила запис про обмеження тривалості президентських повноважень до числа конституційних поправок. У новій редакції закону поправка має такий вигляд: «Ніхто не може обиратися на посаду президента більше двох разів підряд».
В даний час президентом республіки є Еммануель Макрон, що вступив на посаду на п'ятирічний термін 14 травня 2017 р. та переобраний на другий термін у 2022 році. Він — 25-й президент республіки. Повний перелік див. Список президентів Франції.
Резиденція президента — Єлисейський палац у Парижі. Також статус офіційних резиденцій мають замок у Рамбує, паризький особняк «Отель Мариньї» та форт Брегансон в департаменті Вар.
Президенти Франції де-юре є співкнязями Андорри і гросмейстерами ордена Почесного легіону.

## Конституційні атрибути
Конституційні атрибути президента Франції визначені в розділі II Французької конституції.
Стаття 5
Президент республіки стежить за дотриманням конституції. Він виступає гарантом і арбітром належного функціонування органів громадської влади та наступності державного управління. Він зобов'язаний бути гарантом національної незалежності, територіальної цілісності та дотримання міжнародних угод.
Стаття 8
Президент республіки призначає прем'єр-міністра Франції; приймає рішення про призначення нового прем'єр-міністра після прийняття відставки попереднього уряду. За пропозицією прем'єр-міністра призначає всіх членів уряду.
Стаття 9
Президент республіки головує в Раді міністрів.
Стаття 10
Президент республіки промульгує закони протягом 15 днів, наступних після передачі Уряду остаточно прийнятого закону. Він може до закінчення цього терміну вимагати від Парламенту нового обговорення закону або деяких його статей У цьому новому обговоренні не може бути відмовлено.
Стаття 11
Президент республіки за пропозицією Уряду під час сесії Парламенту або за спільною пропозицією обох палат Парламенту, яка публікується в «Офіційному віснику», може передати на референдум будь-який законопроєкт про організацію державної влади, про реформи, що стосуються економічної чи соціальної політики та відповідних публічних служб, або спрямований на схвалення ратифікації будь-якого договору, який, не вступаючи в суперечність з конституцією, пов'язаний з функціонуванням інститутів. Коли референдум організовується за пропозицією Уряду, останній виступає перед кожною палатою з заявою, що підлягає подальшому обговоренню. Коли законопроєкт схвалений референдумом, президент республіки промульгує закон протягом 15 днів після оголошення результатів голосування.
Стаття 12
Президент республіки після консультації з прем'єр-міністром та головами палат може оголосити про розпуск Національних зборів. Загальні вибори проводяться не раніше ніж через 20 і не пізніше ніж через 40 днів після розпуску. Національні збори збирається по повному праву у другий четвер після виборів. Якщо це засідання відбувається поза строками чергової сесії, то сесія відкривається по праву на термін — 15 днів. Новий розпуск не може бути здійснено протягом року, наступного за цими виборами.
Стаття 13
Президент республіки підписує ордонанси й декрети, прийняті Радою міністрів. Він призначає на цивільні й військові державні посади. Державні радники, великий канцлер Почесного легіону, посли, надзвичайні посланники, старші радники Рахункової палати, префекти, представники Уряду у заморських територіях, генерали, ректори академій, директори центральних відомств призначаються Радою міністрів. Відповідний закон визначає також інші посади, призначення на які проводиться Радою міністрів, а також умови, на підставі яких право призначення, що належить президентові Республіки, може бути делеговано їм для прийняття рішень від імені президента.
Стаття 14
Президент республіки акредитує послів і надзвичайних посланників в іноземних державах; іноземні посли та надзвичайні посланники акредитуються при ньому
Стаття 15
Президент республіки є главою збройних сил. Він головує у вищих радах і комітетах національної оборони.
Стаття 16
Коли інститути Республіки, незалежність нації, цілісність її території опиняються під серйозною і безпосередньою загрозою, а нормальне функціонування конституційних державних органів припинено, президент республіки вживає заходів, які диктуються цими обставинами, після офіційної консультації з прем'єр-міністром, головами палат, а також Конституційною радою. Він інформує про це націю, звертаючись з посланням. Ці заходи мають диктуватися прагненням в найкоротші терміни надати конституційним публічним органам можливість для виконання їхніх завдань. З цього приводу проводяться консультації з Конституційною радою. Парламент збирається за повним правом. У період здійснення надзвичайних повноважень Національні збори не можуть бути розпущені.
Стаття 17
Президент республіки здійснює право помилування.
Стаття 18
Президент республіки спілкується з обома палатами Парламенту за допомогою послань, які зачитуються в палатах і не підлягають жодному обговоренню. У період між сесіями Парламент спеціально збирається з цього приводу.
Стаття 19
Акти президента республіки, крім передбачених у статтях 8 (абзац перший), 11, 12, 16, 54, 56 і 61, контрассигнуються прем'єр-міністром, у разі необхідності відповідальними міністрами.

## Інавгурація
Інавгурація проходить за детально визначеним ритуалом: президент, що залишає пост, зустрічає наступника на сходах резиденції глави держави. Потім вони на півгодини усамітнюються в кабінеті президента, де новому французькому лідерові передаються основні справи, а також коди від ядерної зброї. Після цього новий президент проводжає свого попередника, який став тепер звичайним громадянином і має залишити Єлисейський палац.
У Залі урочистостей розпочинається церемонія інавгурації нового президента. Голова Конституційної ради оголошує результати виборів та офіційно оголошує нового президента республіки.
Новий президент приймає ланцюг Великого магістра Ордена Почесного легіону і виступає з першою промовою в ранзі глави держави. Потім він робить обхід республіканської гвардії і прослуховує «Марсельєзу». Гармати, встановлені в комплексі Дому Інвалідів, вшановують інавгурацію 21 урочистим залпом.
У відкритій автомашині з кінним ескортом новообраний президент проїжджає Єлисейськими полями до Тріумфальної арки, де запалює вічний вогонь і покладає вінок до могили Невідомого солдата. Останнім часом також закріпилася традиція покладання вінка до пам'ятників Жоржу Клемансо і генералу Де Голлю.
Іноді спостерігаються незначні відступи від ритуалу. Зокрема, Нікола Саркозі після описаної процедури відбув до Булонського лісу, де виголосив коротку промову на згадку про 35 молодих учасників руху Опору, які були розстріляні там гітлерівцями в серпні 1944 року напередодні Паризького повстання.